# 2007 في فنلندا
فيما يلي قوائم الأحداث التي وقعت خلال عام 2007 في فنلندا.

## أحداث
- 7 نوفمبر – مذبحة مدرسة يوكيلا

## سياسة

### تعيين في المنصب
- 5 يناير – يورن دونر عضو برلمان فنلندا  [لغات أخرى]‏.
- 21 مارس – ساولي نينيستو عضو برلمان فنلندا  [لغات أخرى]‏.
- 21 مارس – ماري كيفينييمي عضو برلمان فنلندا  [لغات أخرى]‏.
- 19 أبريل – يوركي كتاينن وزير المالية [الإنجليزية]‏.

### انتهاء فترة المنصب
- 20 مارس – بآفو ليبونن عضو برلمان فنلندا  [لغات أخرى]‏.
- 20 مارس – ساري عيسايا عضو برلمان فنلندا  [لغات أخرى]‏.
- 20 مارس – لاسي فيرين عضو برلمان فنلندا  [لغات أخرى]‏.
- 20 مارس – ماري كيفينييمي عضو برلمان فنلندا  [لغات أخرى]‏.
- 20 مارس – يورن دونر عضو برلمان فنلندا  [لغات أخرى]‏.
- 19 أبريل – إركي تووميويا وزير الخارجية [الإنجليزية]‏.

## أفلام
من الأفلام التي صدرت هذه السنة في فنلندا:
- 17 ديسمبر – آرن- فارس المعبد من إخراج Peter Flinth [الإنجليزية]‏.

## وفيات

### ديسمبر
- 31 ديسمبر – ماركو بلتولا (مواليد 1956)